# Комаренко Григорій Іванович
Комаренко Григорій Іванович (нар. 1 листопада 1892, Гребінки, тепер смт Васильківського району Київ, обл. — 30 листопада 1975, Київ) — бандурист. 1910 переїхав до Києва, де працював робітником на заводах. 1912 — почав навчання гри на бандурі у Василя Потапенка. 1913 познайомився з Ф. Дорошком, з яким почав виступати. 1917-19 навчався співу у В. Цвєткова при Київській вечірній консерваторії. 1923 разом з групою інших ентузіастів вступив до відновленої Першу українську художню капелу кобзарів, де грав до 1932. 1933-57 виступав як соліст бандурист на засланні в Казахстані.